# Mother Liza
Mother Liza (ou simplement Liza) est une deejay jamaïcaine de reggae, connu pour ses albums en collaboration avec Nigger Kojak et Papa Tollo.

## Discographie
- 1979-8X - Screechie And Kojak (Delton Screechie & Kojak featuring Liza)
- 197X - Showcase (Nigger Kojak & Liza)
- 1983 - Mother Liza Meets Papa Tollo (Mother Liza meets Papa Tollo)
- 2004 - Chant Down Babylon (Mother Liza with Kojak) - enregistré dans les années 1980